# Fototechnik
Unter der Sammelbezeichnung Fototechnik oder Phototechnik werden alle nicht-künstlerischen Geräte, Methoden und Prozesse bezeichnet, die in der Fotografie sowie in der Filmtechnik und der Videotechnik verwendet werden; die Fototechnik wird heute maßgeblich von den Entwicklungen der Fotowirtschaft und der Filmindustrie geprägt und weniger von herausragenden einzelnen Pionieren der Fototechnik. Der Begriff Fototechnik ergänzt das benachbarte Begriffsfeld Foto-Praxis, die sich mit der Anwendung der Fototechnik beschäftigt, sowie die Fototheorie.
Fotokunst bedient sich dabei der Fototechnik und Fotoästhetik zur Schaffung eines künstlerischen Objektes.

## Prozesse und Verfahren
Fototechnik umfasst folgende Bereiche im Prozess der Entstehung, Bearbeitung, Speicherung und Präsentation eines fotografischen Bildes:

### Erstellen
Die Fototechnik umfasst sämtliche technischen Arbeitsmittel zum Erstellen der fotografischen Abbildung wie
- fotografische Apparate; siehe hierzu Liste bedeutender Fotokamerahersteller,
- Objektive (Wechselobjektive),
- Hilfsmittel (fotografisches Zubehör), z. B. Stative, Filter, Blitzgeräte

sowie deren Funktion und Eigenschaften (z. B. Lichtstärke, Brennweite und Bildwinkel eines Objektivs oder Blende und Verschluss einer Kamera).
Des Weiteren zählen hierzu 
- Kamerasysteme und die dazugehörigen Komponenten (z. B. Systemkamera),
- Fotostudiotechnik, z. B. Blitzanlagen und andere Beleuchtungseinrichtungen, Aufheller, Hintergründe usw.,
- die Belichtungsmessung, deren physikalische Grundlagen und Gesetzmäßigkeiten (siehe Belichtung) und die dafür verwendeten Gerätschaften.

### Aufzeichnen
Fototechnik umfasst auch das lichtempfindliche Aufzeichnungsmedium (z. B. Filmen bei analogen Kameras bzw. CMOS-/CCD-Sensor und Speicherkarte bei digitalen Kameras).

### Verarbeiten
Die Verarbeitung bezieht sich in der analogen Fotografie vor allem auf das noch nicht lichtbeständige Bild.
Zu den fototechnischen Aspekten der Verarbeitung des fotografischen Bildes zählt
- allgemein die Fotolabortechnik (Entwicklung (Fotografie)) sowie
- die Verarbeitung von Filmen bei der Filmentwicklung im Fotolabor oder in der Dunkelkammer und
- das Anfertigen von Abzügen (Prints), Kontaktkopien oder Vergrößerungen
- Fotomechanische Reproduktionsverfahren, wie die Rasterung (Autotypie) zur Herstellung von Klischees nach Halbtonvorlagen für den Buchdruck (Hochdruck).

sowie
- bei Digitalkameras der Transfer vom Speichermedium in einen Computer.

### Bearbeiten
Ein Randaspekt der Fototechnik ist die Bildbearbeitung, deren Schwerpunkte jedoch eher im Bereich der Foto-Praxis liegen; Bildbearbeitung bezieht sich auf das fertige, lichtbeständig fixierte Bild. Die Bearbeitung umfasst Techniken des Digital Imaging sowie klassische Methoden wie Aufhellen, Viragieren, Colorieren, Retouchieren usw.

### Archivieren
Das lichtbeständige Bild kann in geeigneten Archiven unter konstanten Bedingungen (Temperatur, Luftfeuchtigkeit etc.) aufbewahrt werden und durch technische Hilfsmittel zur Archivierung wie Bilddatenbanken wiederauffindbar gemacht werden. Dabei gehören Archivschränke, sowie Dia- und Negativhüllen usw. zur Fototechnik, das Information Retrieval jedoch eher zur Foto-Praxis im weiteren Sinne.

### Präsentieren
Abschließend zählen auch die technischen Hilfsmittel zur Präsentation der fotografischen Bilder zur Fototechnik, z. B. Diaprojektor oder Videoprojektor  für eine Diashow sowie Bilderrahmen und Passepartout für eine Ausstellung in einer Fotogalerie. Im weiteren Sinne zählt zur Präsentation auch das Erstellen einer Publikation (z. B. Bildband). Auch hier gibt es zahlreiche Überschneidungen zur Foto-Praxis, die sich etwa damit beschäftigt, wie eine Diashow dramaturgisch aufgebaut sein sollte. In Bezug auf Ausstellungen siehe auch Museumsdidaktik.